# Josef Lidl
Josef „Sepp“  Lidl (* 22. August 1911 in Mährisch Trübau; † 15. April 1999 in Weißenburg in Bayern) war ein deutscher Grafiker, Autor, Musiker und Heimatkundler.

## Leben
Josef Lidl wuchs in Mährisch Trübau im Schönhengstgau als Sohn eines Brauführers auf und hatte zwei Brüder. Mit acht Jahren erhielt Josef Lidl Geigen-, später Klavierunterricht. 1927 gründete Lidl sein eigenes Streichquartett. Er studierte in der Karls-Universität Prag Kunst und Musik und war ab 1936 Lehrer im Realgymnasium in Neutitschein, tschechisch Nový Jičín. 1937 heiratete Lidl Erni Janiczek; aus der Ehe entstammt Gerti Lidl-Griesbauer. 1939 wurde Lidl nach Mährisch Trübau versetzt. 1940 berief ihn die Wehrmacht ein. Nach russischer und späterer tschechischer Kriegsgefangenschaft und der Vertreibung der Deutschen aus der Tschechoslowakei fand Josef Lidl seine Familie im mittelfränkischen Treuchtlingen wieder. 1947 wurde Lidl Lehrer am heutigen Werner-von-Siemens-Gymnasium in Weißenburg, wo er bis  1976 unterrichtete. 1950 zog Lidls Familie nach Weißenburg. 1952 organisierte Josef Lidl ein Treffen der Vertriebenen aus Mährisch Trübau. Lidl war 1954 Mitbegründer der Schönhengster Sing- und Spielschar. Von 1960 bis 1986 leitete er das Weißenburger Kammerorchester. 1967 gestaltete Josef Lidl das Weißenburger Heimatmuseum, 1988 das neueröffnete Schönhengster Heimatmuseum in Göppingen, 1969 die ökumenische Kapelle in Massenbach. Ab 1970 half Lidl maßgeblich bei der Eröffnung des Volkskundemuseums Treuchtlingen mit. Im Rahmen der Eröffnungsfeier des Volkskundemuseums  überreichte Bürgermeister Hans Döbler ihm 1973 die Ehrenbürgerurkunde.
Im April 1999 verstarb Sepp Lidl in Weißenburg in Bayern im Alter von 87 Jahren.

## Ehrungen und Auszeichnungen
- 1965: Schönhengster Kulturpreis
- 1973: Ehrenbürger der Stadt Treuchtlingen[4]
- 1975: Verdienstmedaille des Bundesverdienstkreuzes
- 1976: Adalbert-Stifter-Medaille der Sudetendeutschen Landsmannschaft
- 1981: Goldener Ehrenring der Stadt Treuchtlingen[5]
- 1982: Medaille "Für vorbildliche Heimatpflege" des Bayerischen Landesvereins für Heimatpflege
- 1986: Johann-Alexander-Döderlein-Kulturpreis der Stadt Weißenburg
- 1987: Bundesverdienstkreuz am Bande
- 1988: Walther-Hensel-Medaille des Schönhengster Heimatbundes
- 1989: Schönhengster Ehrenzeichen in Gold
- 1993: Sudetendeutscher Volkstumspreis
- 1991: August-Sauer-Plakette für Verdienste um das sudetendeutsche Kulturgut
- Hahnenkamm-Medaille des Tourismusverbandes Hahnenkamm
- Benennung der Josef-Lidl-Straße in Treuchtlingen[6]